# Glenn Gould

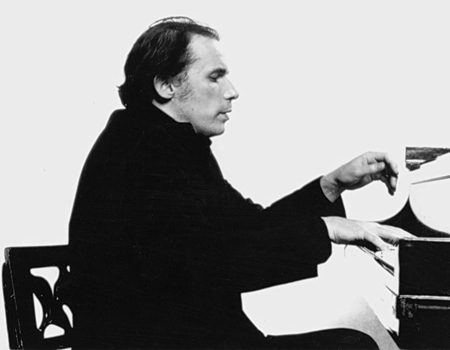
Glenn Gould (o. J.)

Glenn Herbert Gould [gu:ld] (* 25. September 1932 in Toronto, Ontario, Kanada; † 4. Oktober 1982 ebenda) war ein kanadischer Pianist, Komponist, Organist und Musikautor. Er ist vor allem für seine Bach-Aufnahmen bekannt.

## Leben

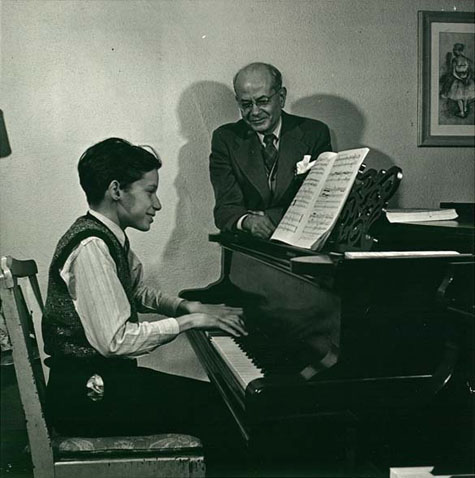
Glenn Gould und Alberto Guerrero, um 1945

Glenn Gould war ein Einzel- und Wunschkind seiner Eltern Russell Herbert („Bert“) Gold (1901–1996) und Florence („Flora“) Emma Gold (1891–1975), geborene Grieg. Der Familienname Gold wurde 1939 in Gould geändert. Seine Eltern waren musikalisch, der Vater spielte Violine und die Mutter, die Klavier und Orgel spielte, arbeitete vor ihrer Ehe als Gesangslehrerin. Florence Gould war entfernt mit dem Komponisten Edvard Grieg verwandt, der ein Cousin ihres Großvaters gewesen war. Gould erlernte bereits ab seinem vierten Lebensjahr das Klavierspiel und Notenlesen von seiner Mutter, die bereits vor ihrer Schwangerschaft von der Idee besessen gewesen war, eines Tages einen Sohn zu haben, der ein großer Musiker werde. Sie unterrichtete Gould sieben Jahre lang und erwartete von ihm, dass er beim Spielen sang. Diese Gewohnheit konnte er später nur sehr schwer ablegen.

### Ausbildung
Ab seinem elften Lebensjahr besuchte er das Royal Conservatory of Music in Toronto. Dort studierte er Klavier bei Alberto Guerrero, Orgel bei Frederick C. Silvester und Musiktheorie bei Leo Smith. Die Schüler von Guerrero erlernten eine besondere Technik des Klavierspielens. Bei dieser Anschlagstechnik geht es darum, die Fingerspitzen zu sensibilisieren, indem der spielende Finger mit einem Finger der anderen Hand heruntergedrückt und dann wieder losgelassen wird. Es soll dabei das Gefühl entstehen, dass die Tasten hochgezogen werden, wobei das Zurückfedern der Taste die zentrale Rolle spielt. Es geht also mehr ums Loslassen der Taste. Das ergibt auch Sinn, was die Tondauern der einzelnen Töne betrifft, was Goulds Spiel besonders auszeichnet. Bei dieser Art des Tappings korrespondiert der Finger der anderen Hand, wenn er nach oben gezogen wird, das Ensemble nach oben zieht, mit dem Aufgewicht der jeweiligen Taste. Außerdem saß Guerrero sehr tief am Klavier und nah an den Tasten, was Gould ebenfalls übernahm, daher nahm er als Erwachsener stets einen Klavierstuhl mit 35 cm Sitzhöhe bei seinen Auftritten mit. Ein normaler Klavierstuhl ist 51 bis 60 cm hoch. Das Original des Stuhls steht in der Library of Toronto.

### Konzertleben
Den internationalen Durchbruch schaffte er 1955 mit seinem USA-Debüt in New York. Am nächsten Tag lud ihn ein Produzent des Labels Columbia Records zu einer Schallplattenaufnahme in sein Studio ein. Es entstand die berühmte erste Studio-Aufnahme von Johann Sebastian Bachs Goldberg-Variationen (ein bereits 1954 von der kanadischen Rundfunkgesellschaft CBC aufgenommener Live-Mitschnitt des Werks wurde erst Jahrzehnte später auf CD veröffentlicht). Gould blieb dem Label bis an sein Lebensende treu. Zwischen 1955 und 1964 konzertierte Gould ausgiebig in Nordamerika und Europa. 1957 trat er zwei Wochen lang in der Sowjetunion auf, wo ihn der Enthusiasmus seiner Zuhörer tief bewegte.

### Studioleben
Zunehmend wurde er jedoch des Konzertierens überdrüssig, da er den Auftritt eines einzelnen Künstlers vor einer großen Menge von Menschen als des Künstlers unwürdig und für die Musik ungeeignet erachtete. So konzentrierte er sich ab 1964 ganz auf die elektronischen Medien und gab bis zu seinem Tod kein einziges öffentliches Konzert mehr. Es entstanden weiterhin zahlreiche Tonaufnahmen für CBS; für CBC produzierte er Ton- und Filmaufnahmen sowie drei Dokumentarhörspiele. Gould hatte großes Interesse am Aufnahmeprozess und besaß daher ein eigenes Tonstudio, in dem er die Auswirkungen des Zusammenschneidens einer Aufnahme aus zahlreichen Versionen („takes“) auf das musikalische Argument erforschte. Mit der Zeit wurde Gould immer kontrollsüchtiger, so dass selbst Zeitungs- und Fernsehinterviews von ihm selbst Wort für Wort verfasst wurden. Goulds Arbeitsweise im Aufnahmestudio wurde 2017 in der von Robert Russ produzierten Edition Glenn Gould—The Goldberg Variations: The Complete Unreleased Recording Sessions June 1955 dokumentiert. Das Set enthält die kompletten Aufnahmesitzungen zu seinem Debüt-Album mit den Goldberg-Variationen inklusive Gespräche mit dem Produzenten Howard H. Scott.

### Privatleben
Von 1967 bis 1972 lebte er mit der kanadischen Malerin Cornelia Foss, der Ehefrau des von Gould verehrten Komponisten und Dirigenten Lukas Foss, und deren zwei Kindern in Toronto. In den 1970er-Jahren hatte er mit der Sopranistin Roxolana Roslak eine Arbeits- und Liebesbeziehung.
1982, nur wenige Monate nach Erscheinen seiner zweiten Studioaufnahme der Goldberg-Variationen und neun Tage nach seinem 50. Geburtstag, starb Gould an den Folgen eines Schlaganfalls. Den Erfolg dieser zweiten Aufnahme konnte er nicht mehr miterleben. Gould ist gemeinsam mit seinen Eltern auf dem Mount Pleasant Cemetery seiner Heimatstadt Toronto beerdigt.

## Repertoire
Goulds Aufnahmen konzentrieren sich auf den Barock, die Klassik und die klassische Moderne. So befinden sich darunter nahezu das gesamte Klavierwerk von Johann Sebastian Bach, die meisten Beethoven- und alle Mozartsonaten, das gesamte Klavierwerk von Arnold Schönberg, ebenso wie alle Sonaten für Klavier sowie für Bläser mit Klavierbegleitung von Paul Hindemith.
Goulds teils scharf artikuliertes Spiel ist umstritten. Während diese Art der Interpretation bei Barockmusik als Cembalo-Imitation sehr erfolgreich war, wurden seine röntgenartig zergliederten Mozart-Sonaten von den Kritikern mehrheitlich abgelehnt. Zu den Komponisten der Romantik und ihren Werken hatte Gould, der sich halb im Scherz einst als „der letzte Puritaner“ bezeichnete, ohnehin ein schwieriges Verhältnis, weil er in den Werken dieser musikalischen Epoche das strukturelle Element der Musik zu sehr vernachlässigt sah. Allerdings existieren einige Aufnahmen romantischer Musik, z. B. zehn Intermezzi, vier Balladen und zwei Rhapsodien von Johannes Brahms, fünf Lieder ohne Worte von Felix Mendelssohn Bartholdy, die Klaviersonate Nr. 3 h-Moll von Frédéric Chopin (dessen Musik er genau wie die Robert Schumanns eigentlich ablehnte), Klaviersonaten von Alexander Skrjabin sowie Klaviermusik, Lieder und das Melodram Enoch Arden von Richard Strauss und nicht zuletzt der Mitschnitt der legendären Aufführung des 1. Klavierkonzerts von Johannes Brahms mit Leonard Bernstein am Dirigentenpult. Von Georges Bizet nahm Gould die wenig bekannten Variations Chromatiques op. 3 auf, zusammen mit der Klaviersonate in e-Moll op. 7 von Edvard Grieg. Außerdem spielte Gould mit einem Orchester Wagners Siegfried-Idyll ein, das er auch zusammen mit einigen anderen eigenen Transkriptionen Wagnerscher Werke für den Konzertflügel aufnahm. Zu dieser Art von Aufnahmen zählen auch die Transkriptionen von Beethovens 5. und 6. Symphonie durch Franz Liszt (gegenüber dessen eigenen Werken er ebenfalls eine starke Abneigung hegte), die er 1968 für Columbia Records (5. Symphonie) bzw. das kanadische Radio (6. Symphonie) auf Tonträgern festhielt.

## Goulds Interpretationen
Gould wollte in seinen Interpretationen keine romantischen Effekte erzielen. Beispielsweise spielte er Barockmusik streng rhythmisch, was ihm von Seiten der Kritik oftmals vorgeworfen wurde. Der Musikkritiker der Financial Times, Dominic Gill, schrieb 1970 in seiner Würdigung der Neuauflage von Goulds Goldberg-Einspielung des Jahres 1955:

„Ein [Kritiker] ging so weit, Gould mit dem elektronischen Moog Synthesizer zu vergleichen, während andere nach Ausdrücken wie „klinisch“ oder „eisig“ suchten. Wenn man sich die Einspielung heute anhört, scheint keiner dieser Vergleiche oder Adjektive zuzutreffen und der Sache gerecht zu werden. Von exzentrisch kann nur insofern die Rede sein, als dass schnelle Tempi manchmal sehr, sehr schnell und langsame sehr langsam gesetzt werden; aber die Texturen sind immer dermaßen kristallklar, dass sie einen die meistens gefährlichen Geschwindigkeiten vergessen lassen. Das ist auch ein Beleg für bemerkenswerte Einsicht und Poesie von einer kühlen, brillanten Einfachheit, die keineswegs Sanftheit ausschließt.“

Die Aufnahmen der Werke Johann Sebastian Bachs waren es auch, die hauptsächlich seine bis heute anhaltende Geltung begründeten. Er tat sich aber ebenso als Interpret der Werke Ludwig van Beethovens hervor, die in seinen Einspielungen teils jugendlich-ungestüm, teils nachdenklich-stimmungsvoll erklingen. Bekannt wurde er auch als Schönberg-Interpret.
Sein respektloses Verhältnis gegenüber einigen Komponisten wie Beethoven und insbesondere Mozart ist bekannt. So legte Gould eine umstrittene Gesamtaufnahme der Klaviersonaten Mozarts vor. Er bezeichnete Mozart als einen mittelmäßig begabten Komponisten, der eher zu spät als zu früh gestorben sei. Diese provozierende Äußerung bestätigte Glenn Gould später in einem Interview im Jahre 1976 gegenüber Bruno Monsaingeon, betonte dabei jedoch die Qualität des Frühwerks und bezeichnete KV 284 als seine Lieblingssonate. Joachim Kaiser hielt diese Aussage im Hinblick auf späte Werke wie die Zauberflöte für frivol, erklärte sie aber damit, dass „der junge Mozart als Form-Erfinder unternehmungslustiger war als später“. Kaisers pauschalisierende Formulierung ist jedoch mindestens ebenso unhaltbar wie Goulds. Zudem geht sie an den Ursachen von dessen Abneigung gegen Mozart vorbei: Gould zeigte schon während seiner Studienzeit Unverständnis dafür, dass „Mozart so viele offensichtliche Möglichkeiten kanonischer Schreibweise in der linken Hand außer acht gelassen habe“, und legte offenbar auch in späteren Jahren ein stilistisches Ideal, das er bei Bach in höchster Vollkommenheit verwirklicht sah, als allgemeinen Maßstab an Musik an, etwa wenn er als 32-Jähriger seine Hochschätzung der ersten sechs Klaviersonaten Mozarts, „eine[r] wahre[n] Sammlung von Wundern“, damit begründete, sie würden von „‚barocken Tugenden‘ einer linearen Stimmführung, eines Gleichgewichts der Register etc.“ überquellen. Bei anderer Gelegenheit erläuterte er, wenn er „die Werke dieses Komponisten kritisiert habe, dann nur, weil sie ein hedonistisches Lebensprinzip widerspiegeln.“ Jedenfalls darf nicht vergessen werden, dass Gould kein einseitiges Bild von Mozart hatte. So unterstrich er seine große Bewunderung für Strauss, indem er ihn als einen „Mozart des 20. Jahrhunderts“ apostrophierte; und als er sich dazu bekannte, kein Liebhaber der Oper zu sein, gab er sogleich zwei Ausnahmen an: „Mozart und Strauss, die ich beide liebe.“
Gould verstand sich nicht als rein wiedergebenden Interpreten, sondern vielmehr als nachschöpfenden, musizierenden Komponisten. Dies ist letztlich auch der Grund seiner Bemühungen, vertraute Musik in oftmals ungewohnter Weise aufzuführen. Es ging ihm darum, Facetten der Musik aufzudecken, die von der Tradition vernachlässigt wurden. So erklärt sich auch seine Vorliebe für weniger populäre Musik wie die von Bach, die wegen ihrer Komplexität erst spät bei breiten Hörerschichten beliebt wurde. Gould versuchte diese Musik nicht wie üblich durch interpretatorische Annäherungen an das populäre romantische Repertoire dem Publikum näher zu bringen, sondern wagte es, Barockmusik in all ihren Eigenheiten lebendig und ohne akademische Strenge, dabei stets exakt und kontrolliert, zu spielen.
Das leise, aber hörbare Mitsummen ist ein typisches Element von Goulds Klaviereinspielungen. Bei vielen seiner Aufnahmen ist es vernehmbar, vor allem bei seiner zweiten Einspielung der Goldberg-Variationen. Gould sagte dazu in einem Interview, er betrachte das Mitsummen eher als lästige Angewohnheit. Dennoch fürchtete er, beim Ablegen seiner Marotte könnte sein Klavierspiel darunter leiden. Umstritten war oft seine Wahl extrem schneller (und bisweilen auch ungewöhnlich langsamer) Tempi. Seine Spieltechnik ermöglichte ihm eine Transparenz, welche die polyphonen Zusammenhänge der Musik hervorhob. Allerdings zeigte Gould in seinen Brahms-Aufnahmen (Intermezzi, Vier Balladen) auch eine romantische Seite.

## Radio-Dokumentationen und Schriften
Weniger bekannt als seine Musikaufnahmen sind Goulds Radio-Dokumentationen für die CBC, die von vielen Kritikern gelobt wurden. Hervorzuheben ist unter ihnen die Solitude Trilogy, eine Serie von drei Hörspielen über das Leben nördlich des Polarkreises. Sie besteht aus dem ersten Teil The Idea of North, der vom Norden und seinen Bewohnern handelt, The Latecomers, einer Sendung über Neufundland, und The Quiet in the Land, einem Hörspiel über die Mennoniten in Manitoba. Alle Teile der Solitude Trilogy benutzen eine Technik, die Gould selbst „kontrapunktisches Radio“ nannte. Hierbei sprechen mehrere Personen gleichzeitig, aber nicht willkürlich aneinander vorbei. Der Sinngehalt des Gesagten der einzelnen Personen ergänzt sich gegenseitig – ähnlich wie die Stimmen einer Fuge. Goulds Co-Produzent bei diesen Dokumentationen, Lorne Tulk, erzählte einst, dass Gould diese Technik bei The Idea of North aus einer gewissen Notlage heraus entwickelt hatte. Die Sendung durfte nur 60 Minuten dauern, aber Gould besaß Material für weitere 14 Minuten, das er unbedingt verwenden wollte. Auf diese Weise kam ihm, der die Kompositionstechniken des Barock sehr schätzte, die Idee, Gesprochenes wie kontrapunktische Musik zu behandeln.
Goulds Schriften sind gesammelt in zwei Bänden auch auf Deutsch erschienen. Solitude Trilogy wurde in die Wireliste The Wire’s "100 Records That Set The World On Fire (While No One Was Listening)" aufgenommen.

## Kompositionen
- Streichquartett op. 1
- So You Want to Write a Fugue? für vier Stimmen und Streichquartett
- Klaviersonate (unvollendet)
- Sonate für Fagott und Klavier
- Zwei Stücke für Klavier (1951/52)
- Fünf kurze Stücke für Klavier (1951)
- Lieberson Madrigal
- Kadenzen für Beethovens Erstes Klavierkonzert

## Auszeichnungen und Ehrungen
- 1969: Molson Prize
- 1983: Postume Aufnahme in die Canadian Music Hall of Fame[22]
- 1990: Goldene Schallplatte für das Album Goldberg Variations in der Schweiz[23]
- 1997: The Glenn Gould School – Umbenennung der 1987 gegründeten Royal Conservatory of Music Professional School, einer Abteilung des Royal Conservatory of Music in Toronto für fortgeschrittene Studenten und Berufsmusiker, zu Ehren von Glenn Gould, der einst selbst am Konservatorium in Toronto studiert hatte[24]
- 2012: Die kanadische Regierung, vertreten durch den für das Historic Sites and Monuments Board of Canada zuständigen Minister, ehrte Gould am 5. März 2012 für sein Wirken als einer der großen klassischen Musiker des 20. Jahrhunderts und erklärte ihn zu einer „Person von nationaler historischer Bedeutung“.[25]

## Schriften
- John P. L. Roberts (Hrsg.): Briefe. Piper, München 1999, ISBN 3-492-22939-5.
- Hans-Joachim Metzger (Übersetzer): Von Bach bis Boulez. In: Tim Page (Hrsg.): Schriften zur Musik. Band 1. Piper, München 1986, ISBN 3-492-23614-6.
- Vom Konzertsaal zum Tonstudio. In: Tim Page (Hrsg.): Schriften zur Musik. Band 2. Piper, München 2002, ISBN 3-492-23615-4.

## Chronologische Liste der Aufnahmen von Glenn Gould
Die Studio-Aufnahmen aus dem Zeitraum 1956–1982.
| Jahr | Titel | Aufgenommen                                                                 | Label, Seriennummer                    |
| ---- | --- | --------------------------------------------------------------------------- | -------------------------------------- |
| 1956 | Bach: The Goldberg Variations | 10.–16. Juni 1955 im CBS 30th Street Studio                                 | Columbia Masterworks, ML 5060          |
| 1956 | Beethoven: Klaviersonaten Nr. 30-32 | 20.–29. Juni 1956 im CBS 30th Street Studio                                 | Columbia Masterworks, ML 5130          |
| 1957 | Bach: Concerto No. 1 in D Minor, BWV 1052 & Beethoven: Concerto No. 2 in B-flat major, Op. 19 | 9.–11. April und 30. April 1957 im CBS 30th Street Studio                   | Columbia Masterworks, ML 5211          |
| 1957 | Bach: Partitas Nos. 5 & 6; Fugues in F-sharp minor and E major - Partita Nr. 5 G-Dur, BWV 829 - Partita Nr. 6 e-Moll, BWV 830 - Fuge Nr. 9 E-Dur, BWV 878 - Fuge Nr. 14 fis-Moll, BWV 883 |                                                                             | Columbia Masterworks, ML 5186          |
| 1958 | Haydn: Sonata No. 3 in E-flat major; Mozart: Sonata No. 10 in C major, K.330; Fantasia and Fugue in C major, K.394 - Haydn: Klaviersonate Nr. 59 Es-Dur - Mozart: Klaviersonate Nr. 10 - Mozart: Fantasie und Fuge C-Dur, KV 394 |                                                                             | Columbia Masterworks, ML 5274          |
| 1958 | Beethoven: Concerto No. 1 in C major; Bach: Concerto No. 5 in F minor - Bach: Konzert Nr. 5 f-Moll, BWV 1056 - Beethoven: 1. Klavierkonzert (mit Vladimir Golschmann / Columbia Symphony Orchestra) |                                                                             | Columbia Masterworks, ML 5298          |
| 1959 | Berg: Sonata for Piano, Op. 1; Schoenberg: Three Piano Pieces, Op. 11; Krenek: Sonata No. 3 for Piano, Op. 92, No. 4 - Berg: Klaviersonate, Op. 1 - Schoenberg: Drei Klavierstücke, op. 11 - Krenek: Klaviersonate Nr. 3, op. 92, Nr. 4 |                                                                             | Columbia Masterworks, ML 5336          |
| 1960 | Gould: String Quartet No. 1 - Streichquartett f-Moll, op. 1 (ausgeführt durch The Symphonia Quartet) |                                                                             | Columbia Masterworks, ML 5578, MS 6178 |
| 1960 | Beethoven: Piano Concerto No. 3 in C minor, Op. 37 - 3. Klavierkonzert (mit Leonard Bernstein / Columbia Symphony Orchestra) |                                                                             | Columbia Masterworks, ML 5418          |
| 1960 | Bach: Italian Concerto in F major & Partita Nos. 1 & 2 - Italienisches Konzert, BWV 971 - Partita Nr. 1 B-Dur, BWV 825 - Partita Nr. 2 c-Moll, BWV 826 |                                                                             | Columbia Masterworks, ML 5472          |
| 1961 | Brahms: 10 Intermezzi - Intermezzo A-Dur, op. 76, Nr. 6 - Intermezzo a-Moll, pp. 76, Nr. 7 - Intermezzo E-Dur, op. 116, Nr. 4 - Intermezzo Es-Dur, op. 117, Nr. 1 - Intermezzo b-Moll, op. 117, Nr. 2 - Intermezzo cis-Moll, op. 117, Nr. 3 - Intermezzo a-Moll, op. 118, Nr. 1 - Intermezzo A-Dur, op. 118, Nr. 2 - Intermezzo es-Moll, op. 118, Nr. 6 - Intermezzo h-Moll, op. 119, Nr. 1 |                                                                             | Columbia Masterworks, ML 5637          |
| 1961 | Beethoven: Piano Concerto No. 4 in G major, Op. 58 - 4. Klavierkonzert (mit Leonard Bernstein / New Yorker Philharmoniker) |                                                                             | Columbia Masterworks, ML 6262          |
| 1962 | Mozart: Piano Concerto No. 24 in C minor, K. 491 & Schoenberg: Piano Concerto, Op. 42 - Mozart: 24. Klavierkonzert (mit Walter Susskind / CBC Symphony Orchestra) - Schoenberg: Klavierkonzert op. 42 (mit Robert Craft / CBC Symphony) |                                                                             | Columbia Masterworks, ML 5739          |
| 1962 | Bach: The Art of the Fugue, Volume I - Die Kunst der Fuge, Fugen Nr. 1–9 (auf der Orgel) |                                                                             | Columbia Masterworks, ML 5738          |
| 1962 | Strauss: Enoch Arden (Tennyson), Op. 38 - Enoch Arden (mit Claude Rains, speaker) |                                                                             | Columbia Masterworks, MS 6341          |
| 1963 | Bach: The Well-Tempered Clavier, Book I Volume I, BWV 846–853 - Das Wohltemperierte Klavier, Teil 1, Präludien und Fugen Nr. 1–8 |                                                                             | Columbia Masterworks, MS 6408          |
| 1963 | Bach: Partitas 3 & 4, Toccata 7 - Partita Nr. 3 a-Moll, BWV 827 - Partita Nr. 4 D-Dur, BWV 828 - Toccata Nr. 7 e-Moll |                                                                             | Columbia Masterworks, MS 6498          |
| 1963 | Bach: The Well-Tempered Clavier, Book I Volume 2, BWV 854–861 - Das Wohltemperierte Klavier, Teil 1, Präludien und Fugen Nr. 9–16 |                                                                             | Columbia Masterworks, MS 6538          |
| 1964 | Bach: Two and Three Part Inventions, BWV 772–801 (Inventions & Sinfonias) - Inventionen und Sinfonien, BWV 772-801 | 18. und 19. März 1964 im CBS 30th Street Studio                             | Columbia Masterworks, MS 6622          |
| 1965 | Beethoven: Sonatas No. 5-7, Op. 10, No. 1–3 - Klaviersonate Nr. 5 - Klaviersonate Nr. 6 - Klaviersonate Nr. 7 |                                                                             | Columbia Masterworks, ML 6086, MS 6686 |
| 1965 | Bach: The Well-Tempered Clavier, Book I Volume 3, BWV 862–869 - Das Wohltemperierte Klavier, Teil 1, Präludien und Fugen Nr. 17 – 24 |                                                                             | Columbia Masterworks, MS 6776          |
| 1966 | The Music of Arnold Schoenberg - 2 Gesänge for baritone, op. 1 (mit Donald Gramm, Bariton) - Vier Lieder, op. 2 (mit Ellen Faull, Sopran) - Drei Klavierstücke, op. 11 - Das Buch der hängenden Gärten, op. 15 (mit Helen Vanni, Mezzosopran) - Sechs kleine Klavierstücke, op. 19 - 5 Stücke für Klavier, op. 23 - Suite für Klavier, op. 25 - Zwei Klavierstücke, op. 33 | zwischen 11. Juni 1964 und 18. November 1965                                | Columbia Masterworks, M2S 736          |
| 1966 | Beethoven: Piano Concerto No. 5 in E-flat major, op. 73, „Emperor“ - 5. Klavierkonzert (mit Leopold Stokowski / American Symphony Orchestra) |                                                                             | Columbia Masterworks, ML 6288, MS 6888 |
| 1967 | Beethoven: Sonatas for Piano No. 8-10, Op. 13 "Pathétique", Op. 14, No. 1 & 2 - Klaviersonate Nr. 8 - Klaviersonate Nr. 9 - Klaviersonate Nr. 10 |                                                                             | Columbia Masterworks, ML 6345          |
| 1967 | Bach: Three Keyboard Concertos, BWV 1054, 1056 & 1058 - Konzert für Cembalo und Streicher D-Dur, BWV 1054 - Konzert für Cembalo und Streicher f-Moll, BWV 1056 - Konzert für Cembalo und Streicher g-Moll, BWV 1058 (mit Vladimir Golschmann / The Columbia Symphony Orchestra) |                                                                             | Columbia Masterworks, ML 6401          |
| 1967 | Canadian Music in the XXth Century - Oskar Morawetz: Fantasie d-Moll - István Anhalt: Fantasia - Jacques Hétu: Variations |                                                                             | CBS Masterworks, 32 11 0045            |
| 1968 | Beethoven: Symphony No. 5 in C minor, op. 67 (Transcribed for Piano by Franz Liszt) - Beethoven/Liszt: 5. Sinfonie Nr. 5 |                                                                             | Columbia Masterworks, MS 7095          |
| 1968 | Bach: The Goldberg Variations | 10.–16. Juni 1955 in CBS 30th Street Studio, Stereo-Bearbeitung 1968        | Columbia Masterworks, MS 7096          |
| 1968 | The Mozart Piano Sonatas, Vol. 1 - Klaviersonate Nr. 1 - Klaviersonate Nr. 2 - Klaviersonate Nr. 3 - Klaviersonate Nr. 4 - Klaviersonate Nr. 5 |                                                                             | Columbia, MS 7097                      |
| 1968 | Bach: The Well-Tempered Clavier, Book II Volume I, BWV 870–877 - Das Wohltemperierte Klavier, Teil 2, Präludien und Fugen Nr. 1–8 | 8. August 1966, 24. Januar 1967, 20. Februar 1967 im CBS 30th Street Studio | Columbia Masterworks, MS 7099          |
| 1968 | Glenn Gould: Concert Dropouts – In Conversation with John McClure - The Concert Is Dead - The Only Excuse For Recording Is To Do It Differently - The Great Get-Sibelius Plot Exposed - A Live Audience Is A Great Liability - Petula Clark’s Songs Are In The Post-Mendelssohn Tradition - Why I Sing Along - Electronic Music Is The Future (John McClure, Interviewer) |                                                                             | Columbia Masterworks, BS 15            |
| 1969 | Scriabin: Sonata No. 3 in F-sharp minor, op. 23 & Prokofiev: Sonata No. 7 in B-flat major, op. 83 - Skrjabin: Klaviersonate Nr. 3 - Prokofjew: Klaviersonate Nr. 7 |                                                                             | Columbia Masterworks, MS 7173          |
| 1969 | The Mozart Piano Sonatas, Vol. 2 - Klaviersonate Nr. 6 - Klaviersonate Nr. 7 - Klaviersonate Nr. 9 |                                                                             | Columbia Masterworks, MS 7274          |
| 1969 | Bach: Keyboard Concertos, Vol. II - Konzert für Cembalo und Streicher E-Dur, BWV 1053 - Konzert für Cembalo und Streicher A-Dur, BWV 1055 - Italienisches Konzert (ohne Orchester) (mit Vladimir Golschmann / The Columbia Symphony Orchestra) |                                                                             | CBS, S. 72840                          |
| 1970 | Bach: The Well-Tempered Clavier, Book II Volume II, BWV 878–885 - Das Wohltemperierte Klavier, Teil 2, Präludien und Fugen Nr. 9–16 |                                                                             | Columbia Masterworks, MS 7409          |
| 1970 | Glenn Gould Plays Beethoven Sonatas Nos. 8, 14 & 23 - Klaviersonate Nr. 8 - Klaviersonate Nr. 14 - Klaviersonate Nr. 23 |                                                                             | Columbia Masterworks, MS 7413          |
| 1970 | Beethoven: Variations for Piano - 32 Variationen WoO 80 - Sechs Variationen über ein Schweizer Lied F-Dur, op. 34 - Eroica-Variationen |                                                                             | Columbia Masterworks, M 30080          |
| 1971 | Bach: The Well-Tempered Clavier, Book II Volume III, BWV 886-893 - Das Wohltemperierte Klavier, Teil 2, Präludien und Fugen Nr. 17–24 |                                                                             | Columbia Masterworks, MS 30537         |
| 1971 | A Consort of Musicke Bye William Byrde and Orlando Gibbons - Byrd: The Firste Pavian; The Galliarde to the Firste Pavian; Pavana the Sixte Kinbrugh Goodd; The Galliarde to the Sixte Pavian; Hughe Ashtons Grownde: A Voluntarie; Sellingers Rownde - Gibbons: „Lord Of Salisbury“ Pavan And Galliard; Allemande (Italian Ground); Fantasy C-Dur |                                                                             | Columbia Masterworks, M 30825          |
| 1972 | The Mozart Piano Sonatas, Vol. 3 - Klaviersonate Nr. 8 - Klaviersonate Nr. 10 - Klaviersonate Nr. 12 - Klaviersonate Nr. 13 |                                                                             | Columbia Masterworks, M 31073          |
| 1972 | Schoenberg: Complete Songs for Voice and Piano, Vol. 1 - Zwei Gesänge für Bariton, op. 1 (mit Donald Gramm, Bariton) - Vier Lieder, op. 2 (mit Ellen Faull, Sopran) - Das Buch der hängenden Gärten, op. 15 (mit Helen Vanni, Mezzosopran) (alle Titel erschienen zuvor auf M2S 736, 1966) |                                                                             | Columbia Masterworks, M 31311          |
| 1972 | Schoenberg: Complete Songs for Voice and Piano, Vol. 2 - Sechs Lieder, op. 3 - Acht Lieder, op. 6 - Zwei Balladen, op. 12 - Zwei Lieder, op. 14 - Drei Lieder, op. 48 - Zwei Lieder, op. posth. (mit Donald Gramm, Bariton; Cornelius Opthof, Bariton, und Helen Vanni, Mezzosopran) |                                                                             | Columbia Masterworks, M 31312          |
| 1972 | Music from Kurt Vonnegut’s Slaughterhouse-Five - Johann Sebastian Bach: Klavierkonzert Nr. 5 f-Moll, BWV 1056 - Variationen 18 & 25 aus den Goldberg-Variationen - Brandenburgisches Konzert Nr. 4 G-Dur, BWV 1049 (Pau Casals / Marlboro Festival Orchestra) - Konzert für Cembalo und Streicher d-Moll, BWV 1054 - Fantasia super: Komm, Heiliger Geist, Herre Gott, BWV 651 (OST Slaughterhouse-Five, alle Titel bereits erschienen) |                                                                             | Columbia Masterworks, S. 31333         |
| 1972 | Händel: Suites for the Harpsichord - Suite Nr. 1 A-Dur, HWV 426 - Suite Nr. 2 F-Dur, HWV 427 - Suite Nr. 3 d-Moll, HWV 428 - Suite Nr. 4 e-Moll, HWV 429 |                                                                             | Columbia Masterworks, M 31512          |
| 1973 | Glenn Gould’s First Recording of Grieg and Bizet - Grieg: Klaviersonate - Bizet: Premier Nocturne; Variation chromatiques de concert |                                                                             | Columbia Masterworks, M 32040          |
| 1973 | Bach: The French Suites, Vol. 1 - Französische Suite Nr. 1 d-Moll, BWV 812 - Französische Suite Nr. 2 c-Moll, BWV 813 - Französische Suite Nr. 3 h-Moll, BWV 814 - Französische Suite Nr. 4 Es-Dur, BWV 815 |                                                                             | Columbia Masterworks, M 32347          |
| 1973 | The Mozart Piano Sonatas, Vol. 4 - Klaviersonate Nr. 11 - Klaviersonate Nr. 15 - Klaviersonate Nr. 16 - Fantasie d-Moll, KV 397 |                                                                             | Columbia Masterworks, M 32348          |
| 1973 | Beethoven: Piano Sonatas, Op. 31 Complete - Klaviersonate Nr. 16 - Klaviersonate Nr. 17 - Klaviersonate Nr. 18 |                                                                             | Columbia Masterworks, M 32349          |
| 1973 | Glenn Gould Plays Hindemith’s Piano Sonatas 1-3 - Klaviersonate Nr. 1 - Klaviersonate Nr. 2 - Klaviersonate Nr. 3 |                                                                             | Columbia Masterworks, M 32350          |
| 1973 | Glenn Gould Plays His Own Transcriptions of Wagner Orchestral Showpieces - Meistersinger, Vorspiel - Dämmerung und Siegfrieds Rheinfahrt (aus der Götterdämmerung) - Siegfried-Idyll |                                                                             | Columbia Masterworks, M 32351          |
| 1974 | Bach: The French Suites, Vol. 2 & Overture in the French Style - Französische Suite Nr. 5 G-Dur, BWV 816 - Französische Suite Nr. 6 E-Dur, BWV 817 - Ouvertüre h-Moll im französischen Stil, BWV 831 |                                                                             | Columbia Masterworks, M 32853          |
| 1974 | Bach: The Three Sonatas for Viola da Gamba & Harpsichord - Sonate Nr. 1 G-Dur, BWV 1027 - Sonate Nr. 2 D-Dur, BWV 1028 - Sonate Nr. 3 g-Moll, BWV 1029 (mit Leonard Rose, Violoncello) |                                                                             | Columbia Masterworks, M 32934          |
| 1975 | Beethoven: Bagatelles, Op. 33 & Op. 126 - Bagatellen, op. 33 - Bagatellen, op. 126 |                                                                             | Columbia Masterworks, M 33265          |
| 1975 | The Mozart Piano Sonatas, Vol. 5 - Klaviersonate Nr. 14 - Klaviersonate Nr. 17 - Klaviersonate Nr. 18 - Fantasie c-Moll, KV 475 |                                                                             | Columbia Masterworks, M 33515          |
| 1976 | Hindemith: The Complete Sonatas For Brass & Piano - Sonate in F für Horn und Klavier - Sonate für Basstuba und Klavier - Sonate für Trompete und Klavier - Sonate in Es für Althorn und Klavier - Sonate für Posaune und Klavier (mit Mitgliedern des Philadelphia Brass Ensemble) |                                                                             | Columbia Masterworks, M2 33971         |
| 1976 | Bach: The Six Sonatas for Violin & Harpsichord - Sonate Nr. 1 h-Moll, BWV 1014 - Sonate Nr. 2 A-Dur, BWV 1015 - Sonate Nr. 3 E-Dur, BWV 1016 - Sonate Nr. 4 c-Moll, BWV 1017 - Sonate Nr. 5 f-Moll, BWV 1018 - Sonate Nr. 6 G-Dur, BWV 1019 (mit Jaime Laredo, Violine) |                                                                             | Columbia Masterworks, M2 34226         |
| 1977 | Bach: The English Suites - Englische Suite Nr. 1 A-Dur, BWV 806 - Englische Suite Nr. 2 a-Moll, BWV 807 - Englische Suite Nr. 3 g-Moll, BWV 808 - Englische Suite Nr. 4 F-Dur, BWV 809 - Englische Suite Nr. 5 e-Moll, BWV 810 - Englische Suite Nr. 6 d-Moll, BWV 811 |                                                                             | Columbia Masterworks, M2 34578         |
| 1977 | Glenn Gould Plays Sibelius - Sonatine Nr. 1 für Klavier fis-Moll, op. 67 - Sonatine Nr. 2 für Klavier E-Dur, op. 67 - Sonatine Nr. 3 für Klavier h-Moll, op. 67 - Kyllikki, op. 41 |                                                                             | Columbia Masterworks, M 34555          |
| 1978 | Hindemith: Das Marienleben for Soprano & Piano - Das Marienleben (mit Roxolana Roslak) |                                                                             | Columbia Masterworks, M2 34597         |
| 1979 | Bach: The Toccatas, Vol. 1 - Toccata fis-Moll, BWV 910 - Toccata D-Dur, BWV 912 - Toccata d-Moll, BWV 913 |                                                                             | Columbia Masterworks, M 35144          |
| 1980 | Bach: The Toccatas, Vol. 2 - Toccata c-Moll, BWV 911 - Toccata e-Moll, BWV 914 - Toccata g-Moll, BWV 915 - Toccata G-Dur, BWV 916 |                                                                             | Columbia Masterworks, M 35831          |
| 1980 | Bach: Prelude, Fughettas & Fugues - Präludium und Fuge a-Moll, BWV 895 - Präludium und Fughetta d-Moll, BWV 899 - Präludium und Fuge e-Moll, BWV 900 - Präludien, BWV 902 & 902A - Fughetta G-Dur, BWV 902 - Präludium C-Dur, BWV 924 - Präludium D-Dur, BWV 925 - Präludium d-Moll, BWV 926 - Präludium F-Dur, BWV 927 - Präludium F-Dur, BWV 928 - Präludium g-Moll, BWV 930 - Präludium C-Dur, BWV 933 - Präludium c-Moll, BWV 934 - Präludium d-Moll, BWV 935 - Präludium D-Dur, BWV 936 - Präludium E-Dur, BWV 937 - Präludium e-moll, BWV 938 - Fuge C-Dur, BWV 952 - Fuge C-Dur, BWV 953 - Fughetta C minor, BWV 961 |                                                                             | CBS Masterworks, M 35891               |
| 1980 | Beethoven: Piano Sonatas, Op. 2, Nos. 1–3, Op. 28, "Pastoral" - Klaviersonate Nr. 1 - Klaviersonate Nr. 2 - Klaviersonate Nr. 3 - Klaviersonate Nr. 15 |                                                                             | CBS Masterworks, M2 35911              |
| 1982 | Haydn: The Six Last Sonatas - Klaviersonate Nr. 56, Hob. XVI/No. 42 - Klaviersonate Nr. 58, Hob. XVI/No. 48 - Klaviersonate Nr. 59, Hob. XVI/No. 49 - Klaviersonate Nr. 60, Hob. XVI/No. 50 - Klaviersonate Nr. 61, Hob. XVI/No. 51 - Klaviersonate Nr. 62, Hob. XVI/No. 52 |                                                                             | CBS Masterworks, I2M 36947             |
| 1982 | Bach: The Goldberg Variations (1981 Digital Recording) |                                                                             | CBS Masterworks, M 37779               |
| 1983 | Brahms: Ballades, Op. 10 & Rhapsodies, Op. 79 - Balladen, op. 10 - Rhapsodien, op. 79 |                                                                             | CBS Masterworks, IM 37800              |
| 1983 | Beethoven: Sonatas No. 12, Op. 26 & No. 13, Op. 27, No. 1 - Klaviersonate Nr. 12 - Klaviersonate Nr. 13 |                                                                             | CBS Masterworks, M 37831               |
| 1984 | Richard Strauss: Sonata, Op. 5; 5 Piano Pieces, Op. 3 - Fünf Klavierstücke, op. 3 - Klaviersonate h-Moll, op. 5 | 3. September 1982 im RCA-Studio A in New York                               | CBS Masterworks, IM 38659              |
| 1993 | Beethoven: Piano Sonatas, No. 24, Op. 78 "À Thérèse", No. 29, Op. 106 "Hammerklavier" - Klaviersonate Nr. 24 - Klaviersonate Nr. 29 |                                                                             | Sony Classical, SMK 52645              |
| 1993 | Schumann: Klavierquartett, Op. 47; Brahms: Klavierquintett Op. 34 - Schumann: Quartett für Klavier, Violine, Viola und Cello in Es-Dur, Op. 47 (mit Mitgliedern des Juilliard String Quartet) - Brahms: Quintett für Klavier, 2 Violinen, Viola und Cello in f-Moll, Op. 34 (mit Montreal String Quartet) |                                                                             | Sony Classical, SMK 52684              |

1. Schoenberg: Ode to Napoleon, mit John Horton (Erzähler) und dem Juilliard String Quartet; Fantasie für Violine und Klavier, mit Israel Baker (1964–1965/1967)
2. Schumann: Klavierquartett Es-Dur; Juilliard Quartett (1968/1969)
3. Mozart: Klaviersonaten, Vol. 5: Nr. 14, 16 und 17, KV 457, 570 und 576; Fantasia c-Moll, KV 475 (1966, 1970, 1973–1974/1975)
4. J. S. Bach: Sechs Englische Suiten (1971, 1973–1976/1977)
5. Beethoven: Klaviersonaten, op. 2/Nr. 1–3 and 28 („Pastorale“) (1974, 1976, 1979/1980)
6. The Glenn Gould Silver Jubilee Album: Scarlatti: Sonaten, L 463, 413, und 486 (aufgenommen 1968); C.P.E. Bach / Württembergische Sonate Nr. 1 (aufgenommen 1968); Gould: So You Want to Write A Fugue? (aufgenommen 1963); Scriabin: Zwei Stücke, op. 57 (aufgenommen 1972); Strauss / Ophelia-Lieder, mit Elisabeth Schwarzkopf, Sopran (aufgenommen 1966); # Beethoven/Liszt: 6. Sinfonie, 1. Satz (aufgenommen 1968); A Glenn Gould Fantasy

## Sonstiges
Die internationale Gesellschaft Glenn Gould Society wurde 1982 von Cornelis Hofmann in Groningen gegründet, sie veröffentlichte bis zu ihrer Schließung im Jahre 1992 eine Zeitschrift mit dem Namen BGGS (Bulletin of the Glenn Gould Society) im halbjährlichen Rhythmus.

## Biografien und Verwandtes
- Kevin Bazzana: Wondrous strange: the life and art of Glenn Gould. Oxford University Press, New York 2004, ISBN 0-19-517440-2.
- Kevin Bazzana: Glenn Gould: Die Biografie. Ausgabe mit CD. Schott, Mainz 2006, ISBN 3-7957-0570-3 (englisch: Wondrous Strange. The Life and Art of Glenn Gould. Übersetzt von Isabell Lorenz).
- Kevin Bazzana: Glenn Gould oder die Kunst der Interpretation. Bärenreiter Metzler, Kassel 2001, ISBN 3-7618-1492-5.
- Jonathan Cott, Glenn Gould: Telefongespräche mit Glenn Gould. Alexander-Verl, Berlin 2012, ISBN 978-3-89581-296-5.
- Otto Friedrich: Glenn Gould: eine Biographie. 1. Auflage. Wunderlich, Reinbek 1991, ISBN 3-8052-0513-9.
- Glenn Gould: ein Leben in Bildern. Nicolai, Berlin 2002, ISBN 3-87584-475-0.
- Katie Hafner: Romanze mit einem Dreibeiner: Glenn Goulds obsessive Suche nach dem perfekten Klavier. 1. Auflage. Schott, Mainz 2009, ISBN 978-3-7957-0657-9.
- Andrew Kazdin: Glenn Gould: ein Porträt. Schweizer Verlagshaus, Zürich 1990, ISBN 3-7263-6631-8.
- Malcolm Lester: Glenn Gould: a life in pictures. Doubleday, Toronto 2002, ISBN 0-385-65903-2.
- Glenn Gould, John McGreevy (Hrsg.): Glenn Gould Variations, By Himself and his Friends. 1. Auflage. Doubleday, Toronto 1983, ISBN 0-385-18995-8 (zweites über Gould erschienenes Buch; enthält Schriften von Gould selbst, damals noch nicht in Buchform erhältlich, und von Weggefährten).
- Geoffrey Payzant: Glenn Gould: Music and Mind. 6. Auflage. Key Porter, Toronto 1997, ISBN 1-55013-858-8 (die erste Biografie; noch zu Goulds Lebzeiten erschienen).
- Michael Stegemann: Glenn Gould: Leben und Werk. Piper, München 2007, ISBN 978-3-492-25056-6.
- Michael Stegemann: The Glenn Gould Trilogy – Ein Leben. (Hörspiel, Biografie, Hörbuch, Musik und O-Töne), 3 CDs, 230 Minuten, Sony Classical, in Deutsch und Englisch.
- Sandrine Revel: Glenn Gould – Leben off-beat. Hrsg.: Anja Kootz. Deutsche Erstausgabe Auflage. Knesebeck, München 2016, ISBN 978-3-86873-750-9.

## Literarische Darstellungen
- Thomas Bernhard: Der Untergeher. Suhrkamp, Frankfurt 1983.
  - Ausführliche Darstellung: von Julia Kerscher, Kritische Ausgabe, 35, 2016: »Freundschaft, Künstlerfreundschaft! dachte ich, mein Gott, was für ein Wahnsinn!« (Geistes-)Freundschaft unter Männern in Thomas Bernhards "Der Untergeher."
- James Strecker: Variations on Genius (ein Gedichtzyklus über Glenn Gould, zu lesen im Glenn Gould Archive, siehe Weblinks).
- Attila Csampai (Hrsg.): Glenn Gould: photographische Suiten. Schirmer/Mosel, München 1995, ISBN 3-88814-736-0.
- Jean-Yves Clément: Glenn Gould oder das innere Klavier. Übers.: Maja Ueberle-Pfaff.[26] Fotos Don Hunstein. Freies Geistesleben, Stuttgart 2017

## Filme
- Glenn Gould – The Alchemist. Fernsehporträt, Kanada, 1974/2002, Interview: Bruno Monsaingeon, Regie: François-Louis Ribadeau, 17 Video-Ausschnitte
- Cities – Glenn Gould’s Toronto. Stadtportrait, Kanada, 1979, Regie: John McGreevy, Buch: Glenn Gould, 49 Minuten
- 32 Variationen über Glenn Gould. Spielfilm, Kanada, 1993, 98 Min., Buch und Regie: François Girard, (Thirty Two Short Films About Glenn Gould bei IMDb)
- Glenn Gould: Jenseits der Zeit. (Originaltitel: Au delà du temps.) Dokumentarfilm, Frankreich, Kanada 2005, 106 Min., Buch und Regie: Bruno Monsaingeon
- Glenn Gould. Genie und Leidenschaft. (OT: Genius Within: The Inner Life of Glenn Gould.) Dokumentar-Film, Kanada, Deutschland, 2009, 84 Min., Buch und Regie: Michèle Hozer, Peter Raymont, Produktion: White Pine Pictures, ZDF, Inhaltsangabe Toronto International Film Festival